# N170
Die N170 bezeichnet eine Komponente in der Gruppe sogenannter Ereigniskorrelierter Potentiale (EKPs) und reflektiert die neurale Verarbeitung von Gesichtern.
Potentiale bei der Verarbeitung von Gesichtern zeigen im Vergleich zur Verarbeitung von anderen visuellen Stimuli eine Negativierung des Signals 130–200 ms nachdem der Stimulus gezeigt wurde. Den größten Ausschlag gibt es dabei über okzipito-temporalen Elektroden. Die zugrundeliegenden Signalquellen werden dem Gyrus fusiformis und Gyrus temporalis inferior zugeordnet. Dies konnte bei elektrokortikographischen Messungen bestätigt werden. Die N170 zeigt generell eine rechts-hemisphärische Lateralisierung und wird mit der strukturellen Enkodierung von Gesichtern in Verbindung gebracht. Mittels transkranieller Magnetstimulation in Kombination mit Elektroenzephalographie konnte gezeigt werden, dass die N170 top-down Signale vom präfrontalen Kortex moduliert werden kann.

## Geschichte
1996 wurde die N170 erstmals durch Shlomo Bentin und Kollegen beschrieben. In ihrer Studie betrachteten die Versuchsteilnehmer sowohl Bilder von Gesichtern als auch anderer Gegenstände. Die neurale Reaktion auf menschliche Gesichter und Gesichtsteile (z. B. Augen) unterschied sich im Vergleich zu anderen Stimuli, einschließlich Gesichtern von Tieren, anderen Körperteilen und Autos.
In früheren Arbeiten von Bötzel und Grüsser aus dem Jahre 1989 wurde auch die Erstbeschreibung einer EKP-Komponente, die in Verbindung zur Verarbeitung menschlicher Gesichter steht, versucht. Sie zeigten den Beobachtern Skizzen (in einem Experiment) und Schwarz-Weiß-Fotografien (in zwei zusätzlichen Experimenten) von Gesichtern, Bäumen und Stühlen. Verglichen mit anderen Stimuluskategorien verursachten Gesichter eine stärkere Positivierung nach ungefähr 150 ms. Diese erreichte ihr Maximum über zentralen Elektroden. Die Topographie dieses Effekts und das Fehlen einer Lateralisierung führten zu dem Schluss, dass dieses gesichtsspezifische Potential nicht auf Aktivierungen in gesichtsverarbeitenden Arealen im okzipito-temporalen Kortex zurückzuführen ist, sondern dem limbischen System zugeordnet werden kann. Nachfolgende Arbeiten bezeichneten diese Komponente als vertex positive potential (VPP).
Um die Diskrepanz der beiden vorhergehenden Befunde zu erklären, analysierten Joyce und Rossion EKPs von 53 Kopfelektroden während die Versuchsteilnehmer Gesichter und andere Stimuli betrachteten. Nach der Aufnahme rereferenzierten sie das Signal mit einigen gewöhnlich verwendeten Referenzelektroden, einschließlich der Nase und dem Mastoid. Im Ergebnis zeigten sie, dass die N170 und VPP dem gleichen Dipol zugeordnet werden können und damit auf dieselben neuralen Generatoren zurückgehen. Demnach handelt es sich um dieselben neuralen Prozesse.

## Funktionelle Sensitivität
Die drei am besten untersuchten Eigenschaften der N170 sind Veränderungen durch Ausrichtung, Ethnie und emotionale Ausdrücke von Gesichtern.
Es konnte gezeigt werden, dass invertierte Gesichter (umgedrehte) schwieriger wahrzunehmen sind (siehe Thatcher-Illusion). In einer bahnbrechenden Studie berichten Bentin et al., dass invertierte Gesichter mit einer längeren Latenz der N170 Komponente assoziiert sind. Der Zeitverlauf des Face-Inversion-Effektes (FIE) wurde daraufhin von Jacques und Kollegen mit einem Adaptationsparadigma untersucht. Dabei wird der folgend beschriebene Effekt manipuliert. Wenn der gleiche Stimulus mehrfach präsentiert wird, nimmt die neuronale Antwort über die Zeit ab; wird jedoch ein anderer Stimulus präsentiert erholt sich die Antwort wieder. Die Bedingung unter der ein „Loslösen der Adaptation“ stattfindet stellt damit eine Möglichkeit dar die Stimulusähnlichkeit zu messen. In ihrem Experiment berichten Jacques et al., dass das Loslösen der Adaptation für invertierte Gesichter kleiner und 30 ms später stattfindet. Das deutet auf zusätzlich benötigte neuronale Verarbeitungsschritte zur Detektion der Gleichheit invertierter Gesichter hin.
Bei einem Experiment zur Untersuchung der Effekte von Ethnie auf die Amplitude der N170 wurde festgestellt, dass ein Ethnieneffekt in Verbindung zum Face Inversion Effekt auftritt. Vizioli und Kollegen untersuchten den Effekt von Beeinträchtigungen der Gesichtswahrnehmung während Versuchsteilnehmern Bilder von Gesichtern der gleichen Ethnie oder einer anderen Ethnie gezeigt wurden. Das Forschungsteam entwickelte ein N170-Experiment basierend auf der Prämisse, dass Wahrnehmungserfahrungen eine kritische Rolle beim Face Inversion Effekt spielen. Demnach sollten Betrachter mit ausgeprägter visueller Expertise in der Betrachtung von Gesichtern der gleichen Ethnie (holistische Verarbeitung) einen größeren Face Inversion Effekt zeigen im Vergleich zu Bildern von Gesichtern anderer Ethnien. Die Autoren nahmen EEGs von europäischstämmigen und chinesischen Versuchspersonen auf. Es wurden Bilder von Gesichtern europäischer, ostasiatischer und afroamerikanischer Abstammung in aufrechter und invertierter Ausrichtung gezeigt. Alle Gesichtsstimuli wurden beschnitten, sodass externe Merkmale (d. h. Haare, Bärte, Hüte etc.) nicht zu sehen waren. Beide Gruppen zeigten eine spätere N170 mit größerer Amplitude (über der rechten Hemisphäre) für invertierte im Vergleich zu aufrechten Gesichtern der gleichen Ethnie. Für aufrecht dargestellte Gesichter anderer Ethnien konnte kein Face Inversion Effekt detektiert werden. Darüber hinaus konnte in beiden Versuchspersonengruppen kein Ethnieneffekt im Bezug auf die Spitzenamplitude und Latenz der N170 für aufrechte Gesichter beobachtet werden. Invertierte Gesichter hingegen vergrößerten und verzögerten die N170 Amplitude. Dies führte zu dem Schluss, dass die Unerfahrenheit in der Betrachtung invertierter Gesichter die Verarbeitung ebendieser erschwert. Dieser Effekt tritt unabhängig von der Ethnie der gezeigten Gesichter auf.
Neben der Modulation durch Ausrichtung und Ethnie sind emotionale Ausdrücke im Fokus der N170-Forschung. Righart und de Gelder zeigten in einer EKP-Studie, dass frühe Stufen der Gesichtsverarbeitung in der Kategorisierung von ängstlichen und glücklichen Gesichtsausdrücken durch emotionale Szenen beeinflusst werden. In ihrem Paradigma schauten sich die Versuchspersonen Farbbilder glücklicher und ängstlicher Gesichter, welche mittig mit Bildern von Naturszenen überlappten, an. Um die grundlegenden Bildeigenschaften zu kontrollieren (z. B. Farbsättigung oder Helligkeit) wurden die Pixelpositionen in allen Szenenbildern durchmischt. Im Resultat zeigt das Experiment, dass Emotionseffekte mit der N170 assoziiert sind. Diese hat eine größere (negativere) Amplitude bei Gesichtern die in einem angsterfüllten im Vergleich zu einem glücklichen oder neutralen Kontext erscheinen. Insbesondere links-okzipito-temporale Anteile der N170 waren für intakte ängstliche Gesichter deutlich erhöht, wenn sie in angsterfüllten Szenen gezeigt wurden. Dementsprechend waren die Level nicht so hoch, wenn ein ängstliches Gesicht in einer glücklichen oder neutralen Szene gezeigt wurde. Ähnliche Effekte konnten bei intakten glücklichen Gesichtern gezeigt werden, auch wenn hier die Amplituden nicht so hoch waren wie für ängstliche Gesichter oder Szenen. Righart und de Gelder schließen daraus, dass Informationen aus aufgabenirrelevanten Szenen schnell mit Information von Gesichtsausdrücken verknüpft werden. Diese Kontextinformation wird schon in frühen Verarbeitungsstufen bei der Unterscheidung von Gesichtsausdrücken relevant.
Ghuman und Kollegen zeichneten mittels Elektrokortikographie neurale Signale direkt vom fusiformen Gesichtsareal auf. Sie berichten, dass die N170 zwar selektiv auf Gesichter im Vergleich zu anderen Stimuli reagiert, jedoch nicht sensitiv für die Identität eines Gesichtes ist. Stattdessen zeigen sie, dass das spezifisch wahrgenommene Gesicht aus der Aktivität zwischen 250 und 500 ms dekodiert werden kann. Das entspricht der Hypothese, dass die Identitätsprozessierung mit der N250 beginnt. Dieses Ergebnis legt nahe, dass die N170 für die generelle Detektion und Verarbeitung von Gesichtern bedeutsam ist und den Grundstein für weitere Verarbeitungsschritte der Gesichtsindividuierung darstellt.

## Generatoren
Aufgrund der Geschwindigkeit und Zuverlässigkeit mit der Menschen in der Lage sind Gesichter zu erkennen, bestehen große Bestrebungen die zugrundeliegenden neuralen Prozesse zu erklären. Frühe Forschungsergebnisse zu Prosopagnosia („Gesichtsblindheit“) zeigen, dass Schäden der okzipito-temporalen Region zu einer gestörten oder vollständig fehlenden Fähigkeit Gesichter zu erkennen. Weitere Hinweise für die Bedeutung dieser Region in der Gesichtsverarbeitung lieferten fMRT-Studien. Eine Region des Gyrus fusiformis, die „fusiform face area“ reagiert selektiv auf Bilder von Gesichtern.
Intrakranielle Aufnahmen bei Menschen mittels Elektrokortikographie bieten deutliche Evidenz für die fusiform face area als einen Generator der N170. Trotzdem ist davon auszugehen, dass auch andere Regionen des Gesichtsverarbeitungsnetzwerkes an der N170 beteiligt sind.
Eine Untersuchung der N170 verwendete EKP-Quellenlokalisierungstechniken zur Schätzung möglicher Lokalisationen von N170-Generatoren. Das Ergebnis deutet auf den posterioren Teil des Sulcus temporalis superior hin. Es sollte jedoch bedacht werden, dass diese Analysetechniken Gefahr laufen durch Fehlerquellen ungenaue Ergebnisse zu liefern, weshalb es eine fortlaufende Debatte und Entwicklung zur Steigerung ihrer Validität gibt.

## Gesichter oder Interstimulusvarianz
Im Jahr 2007 stellten Guillaume, Thierry und Kollegen die Gesichtspezifität der N170 in Frage. In den meisten früheren Studien trat die N170 auf, wenn Frontalansichten von Gesichtern mit anderen Objekten, welche jedoch in verschiedenen Ausrichtungen und Konfigurationen erscheinen konnten, verglichen wurden. In ihrer Studie führten sie einen neuen Faktor: Ähnlichkeit. Stimuli konnten Gesichter oder Nicht-Gesichter sein und jede Klasse konnte große oder geringe Ähnlichkeit haben. Die Ähnlichkeit wurde als Korrelation zwischen den Pixelwerten für Paare der gleichen Kategorie angegeben. Wenn EKPs für verschiedene Ähnlichkeitsbedingungen verglichen wurden, fanden sie einen typischen N170-Effekt für schwach ähnliche Nicht-Gesichter verglichen mit stark ähnlichen Gesichtern. Ein weiter Befund war jedoch, dass stark ähnliche Nicht-Gesichter eine signifikante N170 hervorriefen während sie für schwach ähnliche Gesichter nicht detektiert werden konnte. Dieses Ergebnis führte die Autoren zu der Annahme, dass die N170 vielmehr ein Maß für Stimulusähnlichkeit als für Gesichtswahrnehmug per se ist.
Daraufhin erhoben Rossion und Jacques entsprechend die Ähnlichkeit zwischen Objekten für einige andere Objektkategorien die in früheren Studien der N170 untersucht wurden. Sie zeigen, dass Gesichter eine stärkere N170 als andere Stimulusklassen mit vergleichbaren Ähnlichkeitswerten (z. B. Häuser, Autos oder Schuhe) hervorrufen. Während Thierry et al. nicht erklären können, weshalb es einen Ähnlichkeitseffekt bei der N170 gibt, spekulieren Rossion und Jacques, dass geringere Ähnlichkeit zu einer größeren Varianz in der Antwortlatenz führt. Da EKP-Komponenten berechnet werden, indem der Durchschnitt aus den Messungen vieler individueller Trials berechnet wird, führt eine hohe Latenzvarianz zu einem „Verschmieren“ der Antwort. Die Antwortamplitude erscheint reduziert. Rossion und Jacques üben auch Kritik an der Methodologie der Studie von Thierry und Kollegen. Sie stellen fest, dass eine Detektion des Unterschieds zwischen stark ähnlichen Gesichtern und stark ähnlichen Nicht-Gesichtern mit den gewählten Elektrodenlokalisationen nur schwer oder gar nicht möglich sei.